# Generalul Grievous

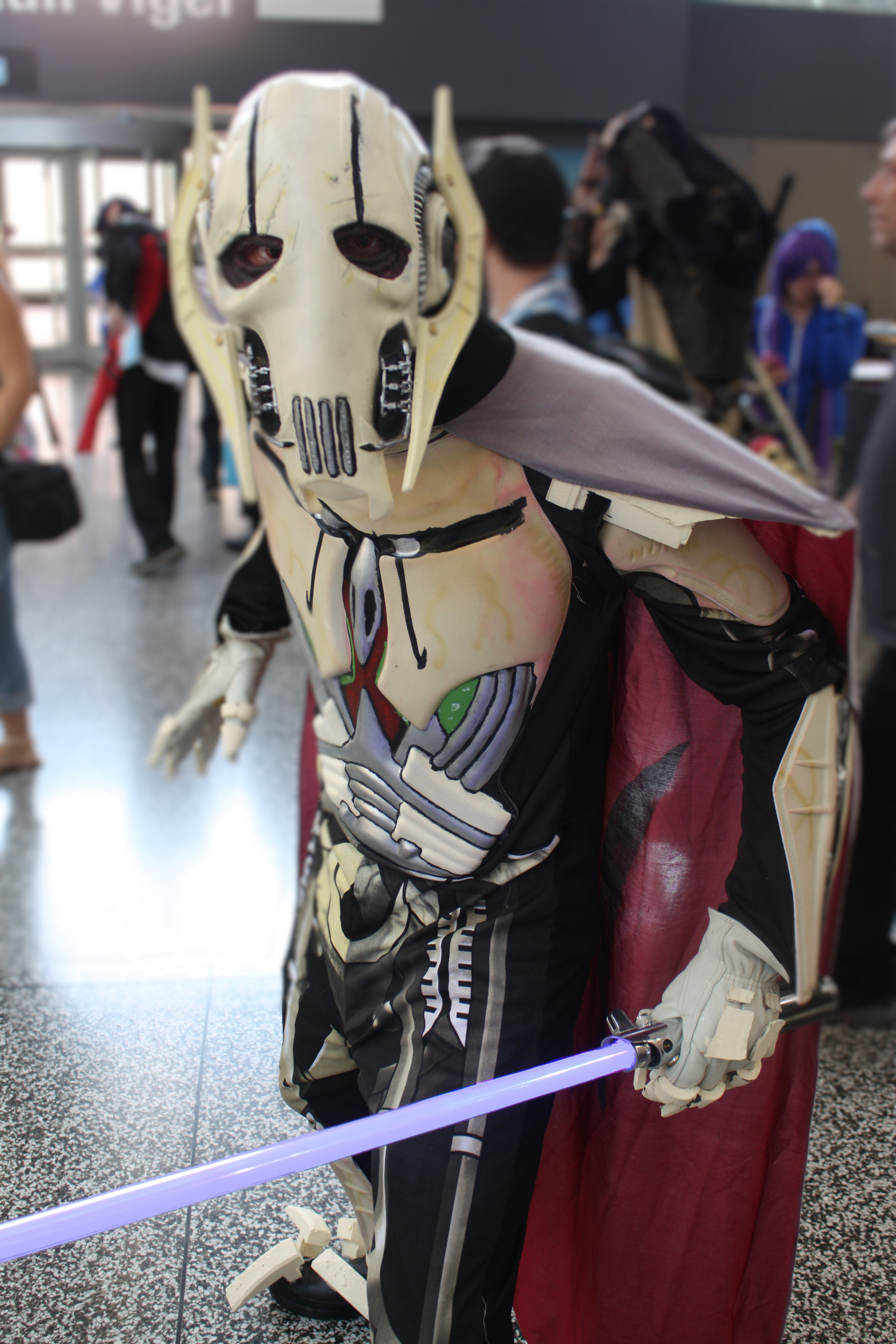

Generalul Grievous este un personaj fictiv și un antagonist din universul Războiul Stelelor. El este un războinic cyborg cu patru brațe și comandantul suprem al armatei de droizi a Confederației Sistemelor Independente (CIS) în timpul Războiului Clonelor, dintre Separatiști și Republica Galactică pentru controlul deplin al galaxiei. Grievous a fost odată un luptător Kaleesh curajos care și-a dorit să devină Jedi, dar după ce a fost refuzat, a jurat răzbunare și s-a alăturat Separatiștilor, unde s-a oferit drept voluntar al unei serii de experimente care l-au transformat treptat într-un cyborg, pentru a-l face mai puternic și amenințător. Grievous a devenit cu timpul comandantul suprem al armatei de droizi a Separatiștilor, în ciuda faptului că urăște droiziil, ceea ce este ironic, deoarece el însușit a devenit unul, și a fost antrenat în artele Jedi de însuși Contele Dooku, un Lord Sith și liderul Separatiști, devenind astfel o adevărată mașinărie de ucis. Pe lângă tușitul său constant, Grievous este cunoscut pentru forța și cruzimea sa, fiind nemilos atât cu proprii săi soldați, cât și cu inamicii săi, și reușind să omoare pe parcursul Războiului Clonelor nu mai puțin de 10 Jedi, cărora le-a luat săbiile laser pentru a le adăuga la colecția sa, ceea ce l-a făcut să fie numit și "ucigașul de Jedi", aducând frică în inimile tuturor inamicilor săi. De asemenea, în timpul războiului Grievous a format o rivalitate cu Maestrul Jedi Obi-Wan Kenobi, care l-a omorât în cele din urmă pe planeta Utapau în filmul Războiul Stelelor - Episodul III: Răzbunarea Sith.
Grievous a fost creat de către George Lucas ca un antagonist nou pentru Răzbunarea Sith, deși personajul și-a făcut debutul în serialul animat Războiul clonelor, cu un an înainte de lansarea filmului. El a fost conceput ca un cyborg pentru a prevedea transformarea lui Anakin Skywalker în Darth Vader, amândoi fiind parțial roboți, respirând greu, și fiind seduși să treacă de partea răului. Grievous a avut parte de câteva modificări cu privire la design-ul său pe parcursul anilor, în film având câte șase degete la o mână, în timp ce în Războiul clonelor are doar câte patru, iar mai târziu, în următorul serial Războiul clonelor din 2008, are câte cinci. Și povestea sa a fost alterată, în noul serial fiind sugerat că Grievous s-a oferit de bună voie să devină cyborg pentru a-l ajuta să se lupte mai ușor cu Jedii, în loc ca transformarea sa să fie involuntară, pentru a-i salva viața în urma unui accident. De asemenea, în această versiune Grievous are tușitul său frecvent de la bun început, spre deosebire de serialul original, unde îl capătă după ce cutia sa toracică este zdrobită de Mace Windu.
Grievous este dublat de către John DiMaggio în sezonul doi al serialului Războiul clonelor, și de Richard McGonagle în sezonul trei. În Răzbunarea Sith, personajul este realizat în întregime pe calculator, fiind dublat de către editorul de sunet al filmului, Matthew Wood, care își reia rolul în noul serial Războiul clonelor, precum și în alte lucrări, în principal jocuri video.

## Apariții

### Războiul stelelor: Războiul clonelor (serial din 2003)
Grievous își face debutul în serialul animat Războiul Stelelor: Războiul Clonelor, care prezintă evenimente din timpul războiului de 3 ani dintre Republică și Separatiști, având loc între Epidodul II: Atacul Clonelor și Episodul III: Răzbunarea lui Sith. Grievous își face prima apariție publică atunci când, împreună cu armata sa de droizi, înconjoară un grup de Jedi refugiați, pe care Grievous îi atacă și învinge cu ușurință de unul singur, omorându-i fără milă aproape pe toți, cu excepția a doar 3 Jedi care reușesc să scape la limită cu ajutorul unui batalion de clone. Grievous conduce mai târziu un atac asupra capitalei Republicii, Coruscant, pentru a-l captura pe Cancelarul Palpatine și, în ciuda unui grup de clone și Jedi care îl protejează pe acesta, Grievous îi învinge din nou pe toți și îl capturează cu succes pe Palpatine, în ciuda intervenției Maestrului Mace Windu care reușește să-i zdrobească cutia toracică lui Grievous (de unde se și trage tușitul său frecvent).
Mai târziu, când franciza Războiul Stelelor a fost cumpărată de The Walt Disney Company în 2012, majoritatea lucrărilor în afara filmelor, inclusiv acest serial, au fost șterse din istoria din cadrul francizei, astfel încât nu mai se consideră a se petrece în aceeași continuitate ca și filmele și noile lucrări apărute în urma achiziției.

### Episodul III: Răzbunarea Sith
Grievous apare ca antagonistul principal al primei jumătăți a filmului Răzbunarea Sith, care începe imediat după finalul serialul Războiul Clonelor menționat anterior (în ciuda faptului că acesta nu mai este considerat a se petrece în aceeași continuitate, evenimentele din ultimele episoade tot se petrec, Separatiștii lansând un atac asupra planetei Coruscant, unde Grievous îl răpește pe Cancelarul Palpatine). Acest film reprezintă prima și singura apariție live-action a lui Grievous.
Imediat după capturarea lui Palpatine de către Grievous, care face parte din planul secret al lui Darth Sidious, maestrul lui Dooku, Republica duce o luptă disperată deasupra Coruscant-ului pentru a-l salva. Obi-Wan Kenobi și Anakin Skywalker reușesc să se infiltreze la bordul navei lui Grievous și îl găsesc în cele din urmă pe Palpatine, dar sunt întrerupți de Dooku, care îi provoacă la un duel. După ce Anakin reușește să-l învingă și omoare pe Dooku, el, Obi-Wan și Palpatine încearcă să scape, dar sunt prinși și duși la centrul de comandă navei, unde îi așteaptă Grievous. Acesta le ia săbiile pentru a le adăuga la colecția sa, dar Anakin și Obi-Wan reușesc să se elibereze și preiau controlul asupra navei, astfel că Grievous este nevoit să fugă, reușind să scape la bordul unei capsule de salvare. Grievous se întâlnește cu liderii CIS la ascunzătoarea lui pe planeta Utapau, unde totodată îl contactează pe Darth Sidious pentru a-l informa de moartea lui Dooku. Sidious îi ordonă lui Grievous să trimită liderii CIS la loc sigur pe planeta Mustafar și apoi îl numește pe el noul lider CIS în locul lui Dooku. 
Mai târziu Republica află de ascunzătoarea lui Grievous și îl trimite pe Obi-Wan și o legiune de clone să-l omoare, întrucât moartea acestuia ar slăbi semnificativ Separatiștii. Obi-Wan se duce înainte și îl confruntă de unul singur pe Grievous, care îl provoacă la un duel. În timp ce cei doi se luptă, clonele iau prin surprindere armata de droizi, rezultând într-o luptă uriașă. Grievous încearcă din nou să scape, dar Obi-Wan îl prinde din urmă și cei doi se luptă pe platforma unde se află nava lui Grievous. Obi-Wan iese în cele din urmă învingător după ce îl împușcă pe Grievous în piept, cauzând ca toate organele sale interne să ia foc și să explodeze, omorându-l astfel pe Grievous.

### Războiul Stelelor: Războiul clonelor (serial din 2008)
Grievous se întoarce ca un antagonist principal în noul serial Războiul Clonelor, care a durat din 2008 până în 2014, și, spre deosebire de predecesorul său, este printre puținele lucrări din afara filmelor care să fie păstrate după achiziția francizei de către Disney. În primul sezon al serialului, Grievous este comandantul navei Separatiste Malevolence, pew care o conduce în numeroase atacuri prin galaxie. De asemenea, el se întâlnește pentru prima dată cu Obi-Wan la bordul navei și aproape îl învinge într-un duel, dar Maestrul Jedi reușește să scape în ultimul moment. Între timp, Anakin sabotează în secret computerul de navigare al Malevolence, făcând-o să se prăbușească într-o lună din apropiere. Cu toate acestea, Grievous scapă la bordul navei sale personale,  și își continuă campania împotriva Republicii. Câteva episoade mai târziu, Grievous descoperă că Anakin și Padawan-ul acestuia, Ahsoka Tano, s-au infiltrat în baza lui secretă de ascultare și încearcă să-i găsească. El se luptă apoi cu Ashoka și soldații ei clonă, învingând toate clonele și începând apoi urmărie cu Ahsoka. Cu toate acestea, Anakin și Ahsoka reușesc în cele din urmă să-i distrugă canalul de ascultare și reușesc apoi să scape. Conștient de eșecurile recente ale lui Grievous, Contele Dooku aranjează mai târziu un test pentru ucenicul său cyborg - sub forma lui Maestrului Jedi Kit Fisto și a Cavalerului Jedi Nahdar Vebb. În castelul personal al lui Grievous de pe luna a treia a planetei Vassek, cei doi Jedi și o echipă de trupe clone îl amuschează pe Grievous și îi taie picioarele. După ce este reparat, Grievous se luptă cu Vebb și îl omoară. În afara castelului lui Grievous, acesta se luptă cu Fisto folosindu-și toate patru brațele, dar Fisto se folosește de ceață pentru a-i tăia unul ditnre brațe și ia înapoi sabia lui Vebb. Înarmat cu două săbii, Fisto aproape îl învinge pe Grievous, dar acesta își cheamă gărzile MagnaGuards, astfel încât Fisto este nevoit să fugă. Grievous îi dă apoi raportul lui Dooku, care îi spune că este loc îmbunătățiri.
În cel de-al doilea sezon, Grievous se infitlrează la bordul unei nave a Republicii și se luptă cu Maestrul Jedi Eeth Koth, pe care îl învinge și îl ia prizonier. Obi-Wan, Anakin și Maestrul Jedi Adi Gallia încearcă să-l salveze pe Koth și să organizeze un atac surpriză asupra lui Grievous, rezultând într-o confruntare între Obi-Wan și Grievous deasupra planetei Saleucami, pe care Grievous o pierde. Deși Jedii reușesc să-l salveze pe Koth, Grievous, cu ajutorul droizii săi, scapă din nou. 
În cel de-al treilea sezon, Grievous și războinica Jedi Întunecat și ucenica lui Dooku, Asajj Ventress, își conduc armatele într-un atac asupra fabricilor de clone de pe planeta Kamino. În timpul bătăliei, Grievous se întâlnește din nou cu Obi-Wan și se luptă cu el. Cu toate acestea, duelul lor se termină în impas și Grievous fuge de planetă împreună cu Ventress. Mai târziu, Grievous organizează o misiune de sabotaj folosind droid de infiltrat în cadrul Senatului Galactic, rezultând într-o perturbare a băncilor.
În cadrul celui de-al patrulea sezon, Grievous suferă o înfrângere umiltoare când încearcă să invadeze planeta Naboo. Jar Jar Binks îl distrage pe Grievous cu încercările sale de a negocia suficient timp pentru ca Gunganii să dezactiveze armata de droizi a lui Grievous. După ce omoară numeroși Gungani în timp ce îl urmărește pe Jar Jar, Grievous este în cele din urmă oprit de Generalul Tarpals, care se luptă cu el. Deși Grievous îl omoară pe Tarpals, el este apoi învins și capturat de Gungani. Cu toate acestea, el este în cele din urmă eliberat în schimbul lui Anakin, în urma unui schimb de ostatici dintre Dooku și Padmé Amidala. Mai târziu, Grievous atacă nava lui Adi Gallia și, în urma unui duel cu aceasta, reușește să o captureze. Totuși, Gallia reușește să scape la scurt timp, după ce Maestrul Jedi Plo Koon se infiltrează pe nava lui Grievous și o salvează pe Gallia, forțându-l pe Grievous să fugă din nou. Grievous este mai târziu trimis pe planeta Dathomir la ordinele lui Dooku pentru a extermina Surorile Nopții. La aterizare, Grievous devine rapid prea încrezător și începe să se joace cu Ventress, până când aceasta îi taie o mână și îl pune la pământ. Grievous le ordonă apoi trupeleor lui să tragă în Ventress, rănind-o, deși aceasta reușește să fugă după ce Grievous este atacat de zombi. Primind noi ordine de la Dooku, Grievous își concentrează apoi atacurile asupra liderei Surorilor Nopții, Mama Talzin, și se luptă cu armata de zombi pentru ajunge la fortăreața ei, deși aceasta reușește să scape la limită, teleportându-se. Grievous este mai târziu văzut pe Serenno, ascultându-l pe Dooku când acesta își exprimă fricile cu privire la noul său ucenic, Savage Opress.
În primul episod al sezonului cinci, este menționat de către Hondo Onaka că Grievous l-a învins pe Obi-Wan și a câștigat bătălia pentru sistemul în care se află planeta Florrum. Această bătălie apare ulterior în episodul "Bound for Rescue", unde Grievous atacă nava lui Obi-Wan. Generalul omoară un escadron the clone și se luptă cu Obi-Wan. Învins, acesta este nevoit să fugă și să-și abandoneze nava. Mai târziu, Grievous se duce personal pe Florrum, unde declară că planeta îi aparține acum și că Dooku l-a pus să-l pedepsească pe Onaka, după ce acesta l-a ținut ostatic mai demult. Armata de droizi distrug fortăreața și toate bunurile lui Onaka, și îl iau pe acesta prizonier, dar Hondo este salvat mai târziu de către Ahsoka și un grup de tineri younglingi, care pleacă apoi de pe planetă. Grievous îi urmărește și se luptă cu Ahsoka. Deși aceasta a devenit mai puternică de la ultima lor luptă, încă nu este pe măsura lui Grievous, dar Ahsoka este în cele din urmă salvată de Hondo și cu toții scapă la bordul navei Slave I, spre furia lui Grievous. În secvența de început a episodului "Arme Secrete", Grievous este menționat, întrucât întregul obiectiv al misiunii este să găsească un modulator care să decodifice o transmisiune făcută de Grievous cu privire la un atac important al Separatiștilor.
Grievous ar fi trebuit să aibă o schimbare de design în al șaselea sezon, astfel încât să arate mai mult cu design-ul său în Răzbunarea Sith. Deși serialul a fost anulat înainte de al șaptelea sezon, o serie de episoade neterminate prezintă acest design. În aceste trei episoade, Grievous este trimis de Dooku să cumpere un cristal kyber (care alimentează săbiile laser) uriaș pe Utapau, și, deși Grievous obține cristalul la început, acesta este în cele din urmă distrus când Anakin și Obi-Wan îi supraînarcă puterea.